# Pepi Lederer
Pepi Lederer, nata Josephine Rose Lederer (Chicago, 18 marzo 1910 – Los Angeles, 11 giugno 1935), è stata un'attrice e giornalista statunitense.

## Biografia
Pepi Lederer nacque nel 1910 da Reine Davies, attrice e scrittrice, sorella della più nota attrice Marion Davies, e dal produttore e regista teatrale George Lederer, I due divorziarono nel 1912 e la madre sposò l’attore George Regas. Pepi, come il fratello Charles, visse spesso presso la zia Marion e il suo compagno, il ricchissimo editore William Randolph Hearst, nelle loro lussuose residenze di San Simeon e di Beverly Hills, dove Pepi si rese protagonista di frequenti feste con abuso di alcool e di cocaina.
Nel 1927 ottenne, grazie all'influenza della zia, una piccola parte nel film Giovinezza prepotente, diretto da Sam Wood, ma le scene da lei interpretate furono eliminate in sede di montaggio. L'anno dopo ottenne la sua seconda e ultima parte nel film Il fidanzato di cartone, interpretato da Marion Davies.
Nel 1929, dopo aver osservato negli studi della MGM le riprese finali del film Alleluja! di King Vidor, Pepi ospitò per tre giorni nella villa di Beverly Hills molti degli attori del film. Alla fine, la zia Ethel la scoprì a letto con Nina Mae McKinney, la protagonista del film. Allontanata da Hearst a New York, in una festa di capodanno data da Lawrence Tibbett, si ubriacò completamente e fu violentata da una persona rimasta sconosciuta. Rimasta incinta, abortì.
Nel giugno del 1930 Pepi si stabilì a Londra, impiegata di una delle riviste di Hearst, The Connoisseur. Nella capitale britannica rimase cinque anni, vissuti con Monica Morris, già amante di Tallulah Bankhead. Nell'aprile del 1935 Pepi e Monica tornarono insieme negli Stati Uniti e si stabilirono a Beverly Hills. La zia Marion ed Hearst si resero presto conto della cattiva salute di Pepi dovuta alla sua dipendenza dalla cocaina, e la convinsero a ricoverarsi nel Good Samaritan Hospital di Los Angeles per una cura disintossicante.
Pochi giorni dopo, l'11 giugno, Pepi Lenderer si gettò dalla finestra della sua camera. Precipitata per sei piani, morì quasi subito. Fu sepolta nella cappella della famiglia Davies nell'Hollywood Forever Cemetery.

## Filmografia
- Il fidanzato di cartone (The Cardboard Lover), regia di Robert Z. Leonard (1928)

## Fonti
- (EN)  Holliwooland: Pepi Lederer, Marion Davies' Niece Archiviato il 5 novembre 2016 in Internet Archive.
- (EN)  Louise Brooks, Lulu in Hollywood, Minneapolis, University of Minnesota Press, 2000